# Ганс Франк
Ганс Міхаель Франк (нім. Hans Frank) (23 травня 1900 — 16 жовтня 1946) — німецький політичний діяч, один із нацистських лідерів.

## Рання біографія і політична кар'єра
Народився у Карлсруе.
В кінці Першої світової війни у 1918 році добровольцем пішов на фронт.
З жовтня 1923 — член нацистської партії. 3 1930 — депутат рейхстагу, У 1933—1934 — міністр юстиції Баварії. В 1934—1939 — міністр юстиції нацистської Німеччини.

## Генерал-губернаторГенеральної губернії
З 1939 до 1945 — генерал-губернатор Генеральної губернії, з центром осідку в Кракові. Виходячи із стратегічного положення Галичини — території, наближеної до зони військових дій Франк ставив своїм підлеглим завдання утримувати тут спокій і стабільність. Завдяки його політиці Галичина була відносно стабільним краєм, що давало можливість німецькому керівництву успішно заготовляти продовольство та набирати робітників до Німеччини.
До літа 1943 масові репресії у Галичині зачепили в основному євреїв. Одним із елементів його політичної лінії було підтримання і розпалювання українсько-польської ворожнечі. Толерував обмежену культурну і допомогову діяльність Українського центрального комітету в Кракові та ін. Однак головною метою на дальшу перспективу вважав повну германізацію Галичини.
6 травня 1945 був заарештований американським спецпідрозділом. На Нюрнберзькому процесі засуджений до страти через повішення.

## Особисте життя
2 серпня 1925 року одружився з секретаркою Брігіттою Гербст (25 грудня 1895 — 9 березня 1959). У подружжя народились 5 дітей, кожна дитина народилася в Мюнхені:
- Зіґрід (13 березня 1927 — ???, Південна Африка)
- Норман (3 червня 1928—2010)
- Брігітта (13 січня 1935—1981) — наклала на себе руки
- Міхаель (15 лютого 1937—1990)
- Ніклас (9 березня 1939)

Любив шахи. Мав одну з найкращих у світі шахових бібліотек. Під час війни організовував шахові турніри, чемпіонати Генерал-губернаторства, в яких брали участь російські та українські шахісти: О. Алехін, Ю. Боголюбов, Ф. Богатирчук.

## Оцінка особистості
В 1987 році Ніклас Франк написав книгу про свого батька «Батько: зведення рахунків». В ній Ніклас різко негативно відгукнувся про свого батька: назвав його «слизьким гітлерівським фанатиком» і не повірив у його каяття під час Нюрнберзького процесу.

## Нагороди
- Золотий партійний знак НСДАП (1933)
- Орден крові (№ 532; 1934)
- Почесний хрест ветерана війни з мечами
- Великий хрест ордена Святих Маврикія та Лазаря (1936)
- Почесний партійний знак «Нюрнберг 1929»
- Медаль «У пам'ять 1 жовтня 1938»
- Данцизький хрест 1-го класу (1940)
- Хрест Воєнних заслуг 2-го і 1-го класу (1940)
- Медаль «За вислугу років в НСДАП» у бронзі, сріблі і золоті (25 років)

## Галерея

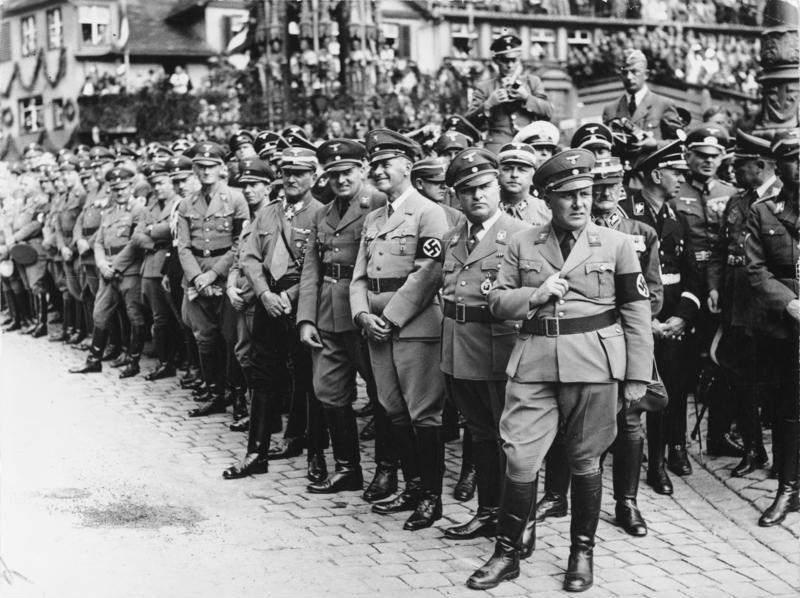
18 рейхсляйтерів (у першому ряду) на 10-у партійному з'їзді (Нюрнберг, вересень 1938). Справа наліво: Мартін Борман, Роберт Лей, Вільгельм Фрік, Ганс Франк, Франц фон Епп, Йозеф Геббельс, Вальтер Бух.
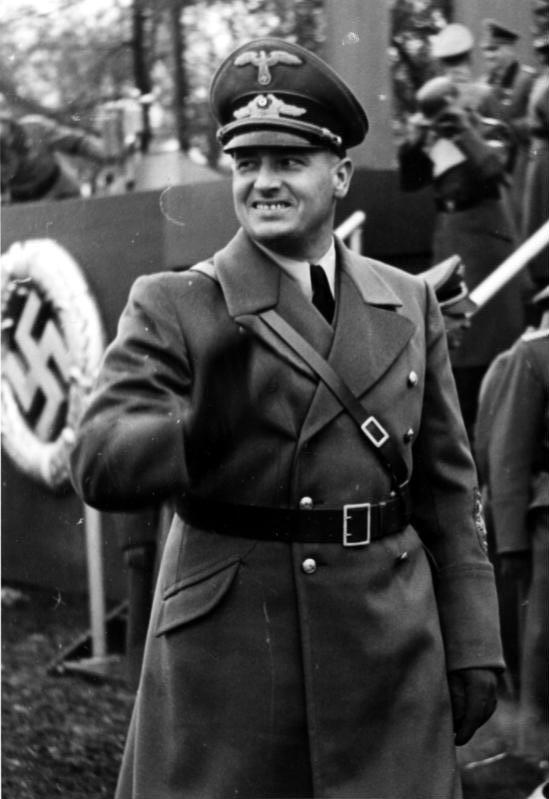
Генерал-губернатор Франк під час поліцейського параду в Кракові (1939)
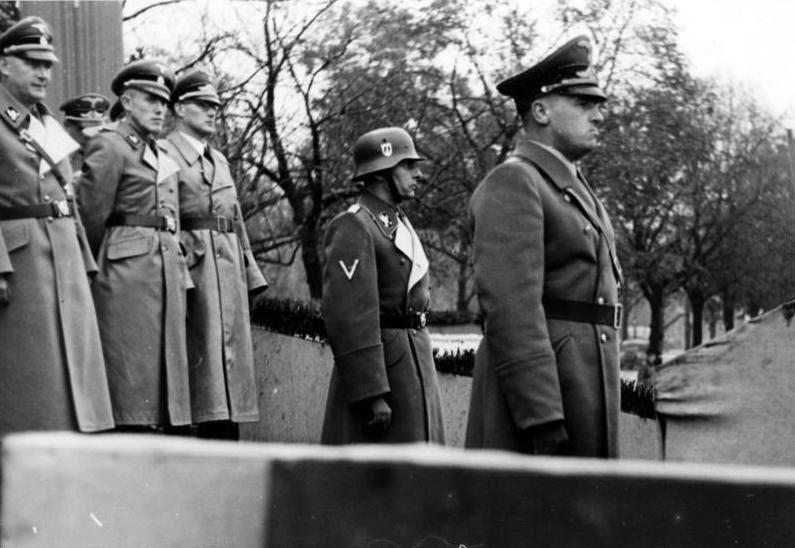
Франк виголошує промову під час поліцейського параду в Кракові (1939)
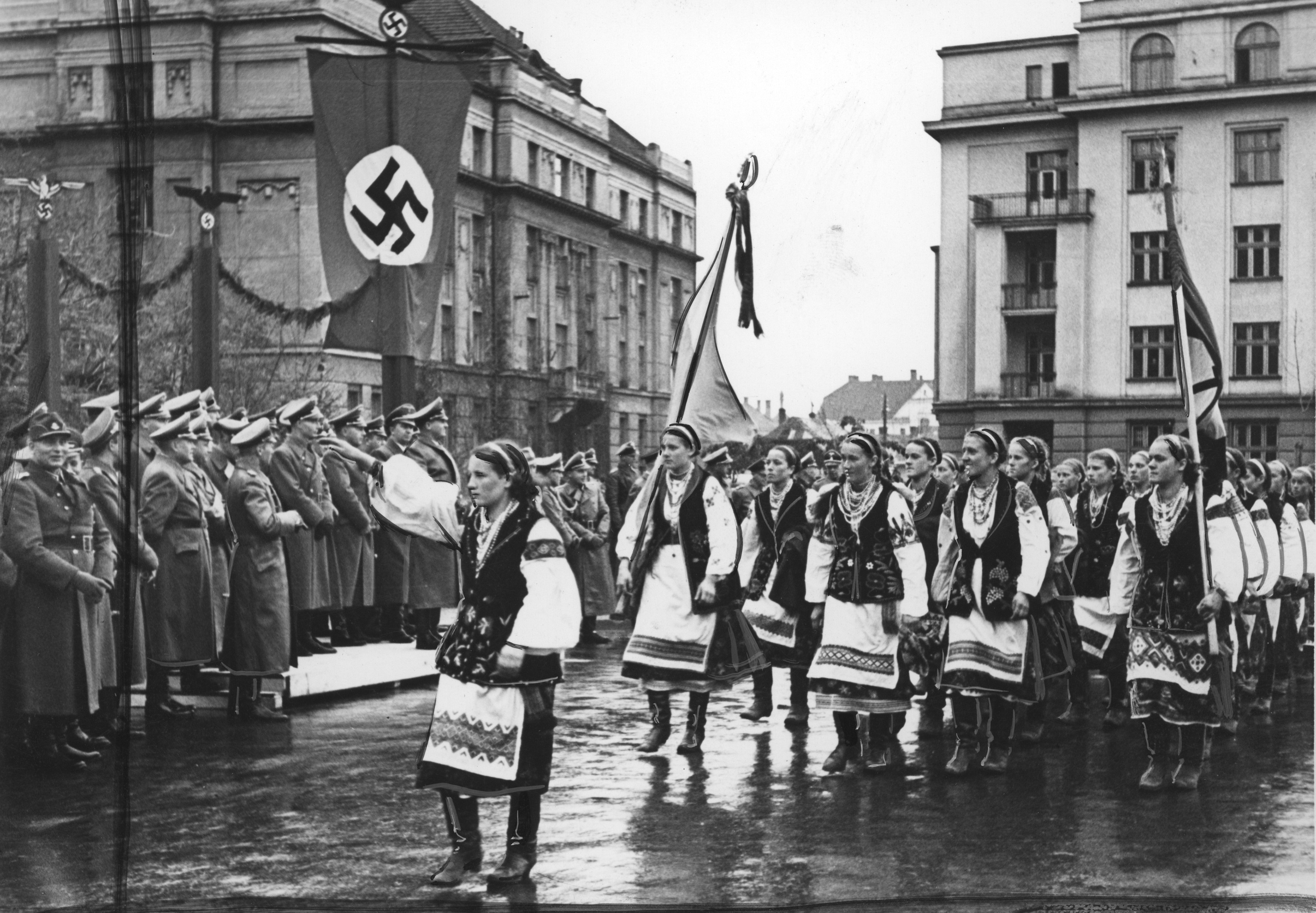
Парад у Станіславі (сьогодні - Івано-Франківськ) з нагоди візиту генерал-губернатора Франка (стоїть під прапором  Третього Рейху) (жовтень 1941)
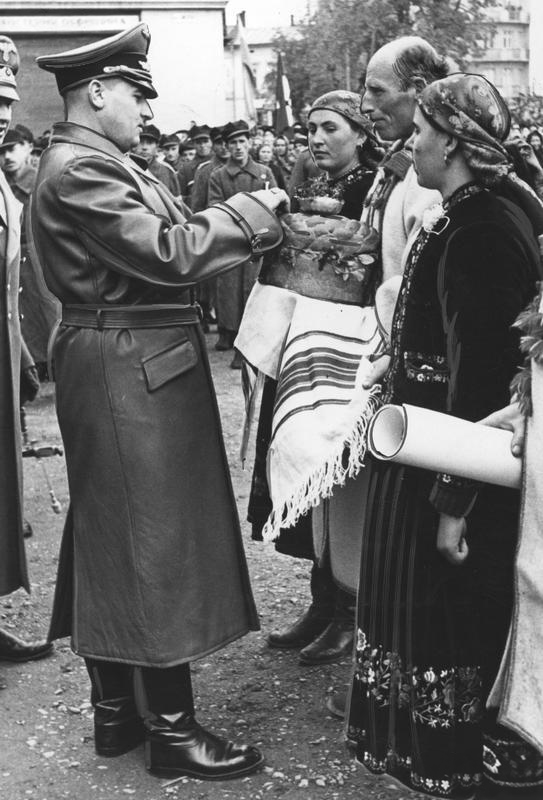
Франк у Станіславі (жовтень 1941)
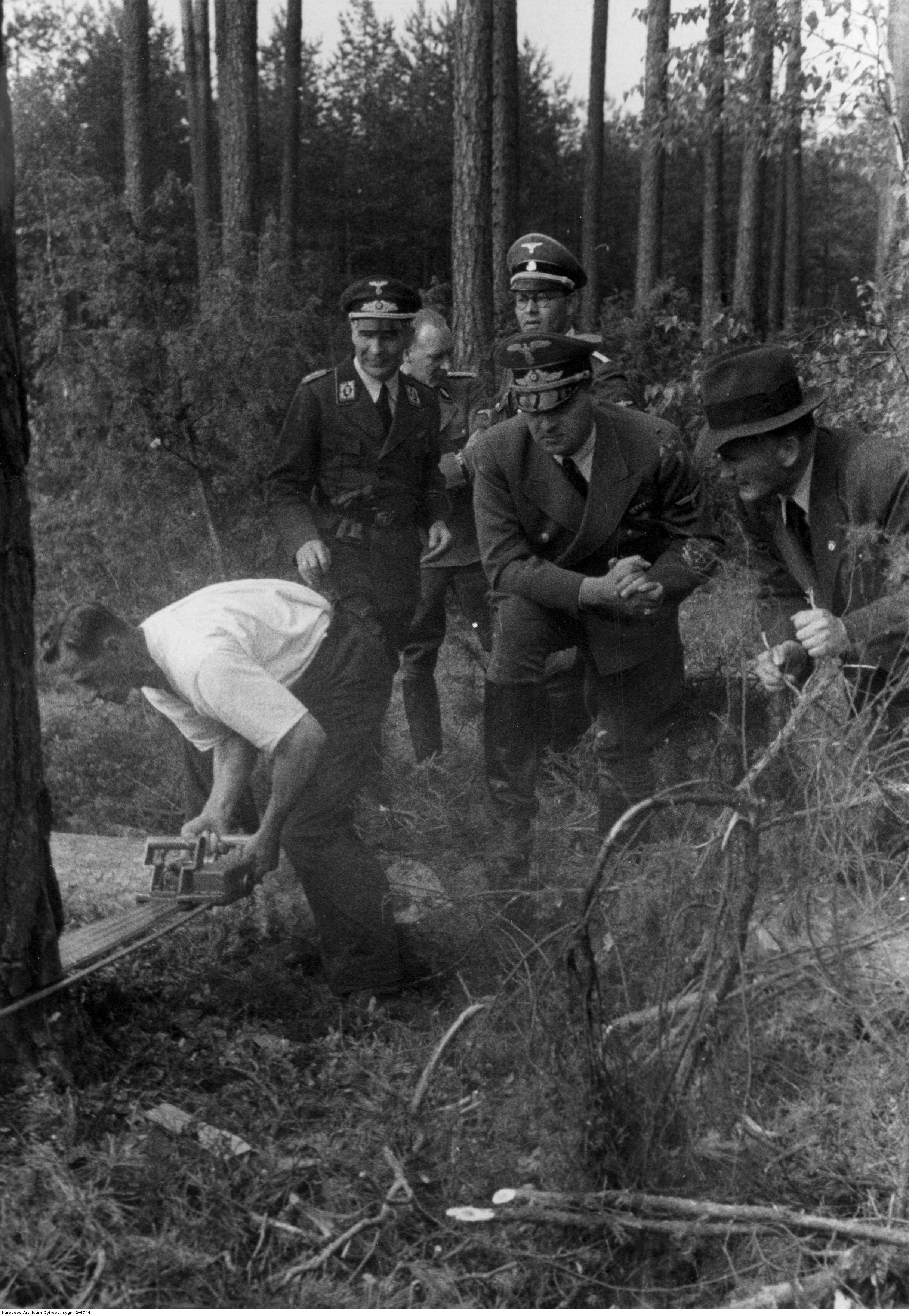
Франк відвідує лісозаготовки (Польща)
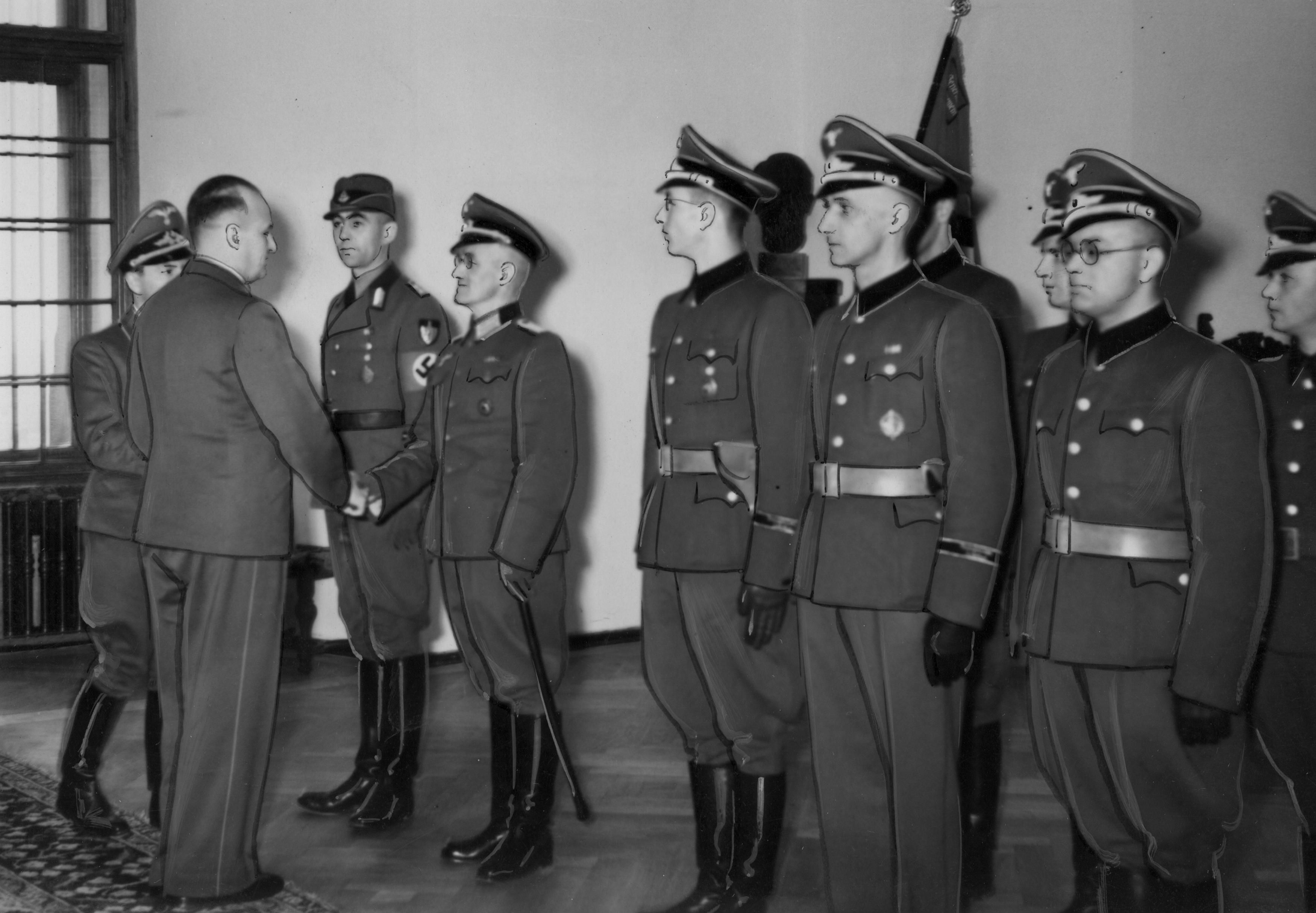
Франк і офіцери спецслужб Рейху в Королівському палаці Кракова
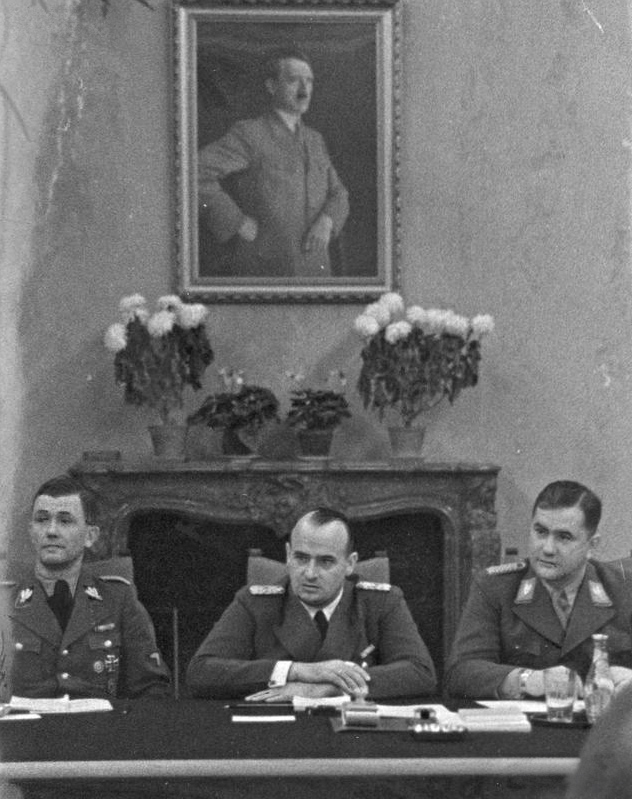
Франк - посередині
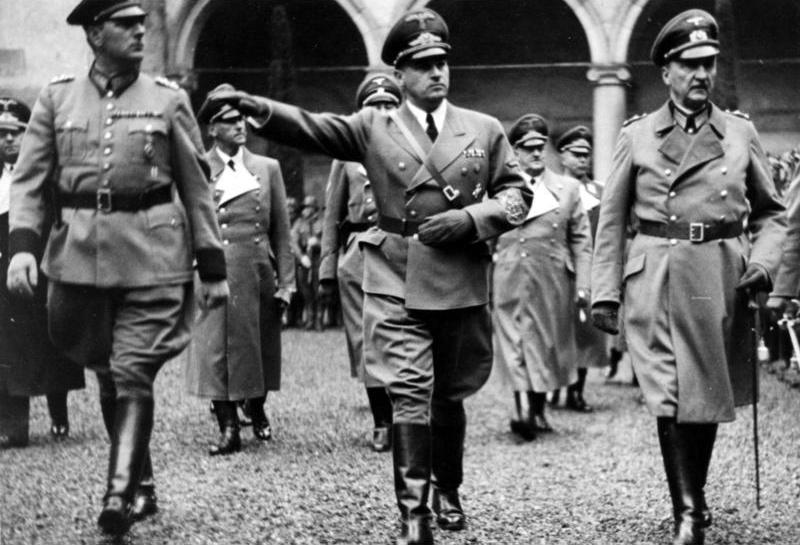
Франк - посередині
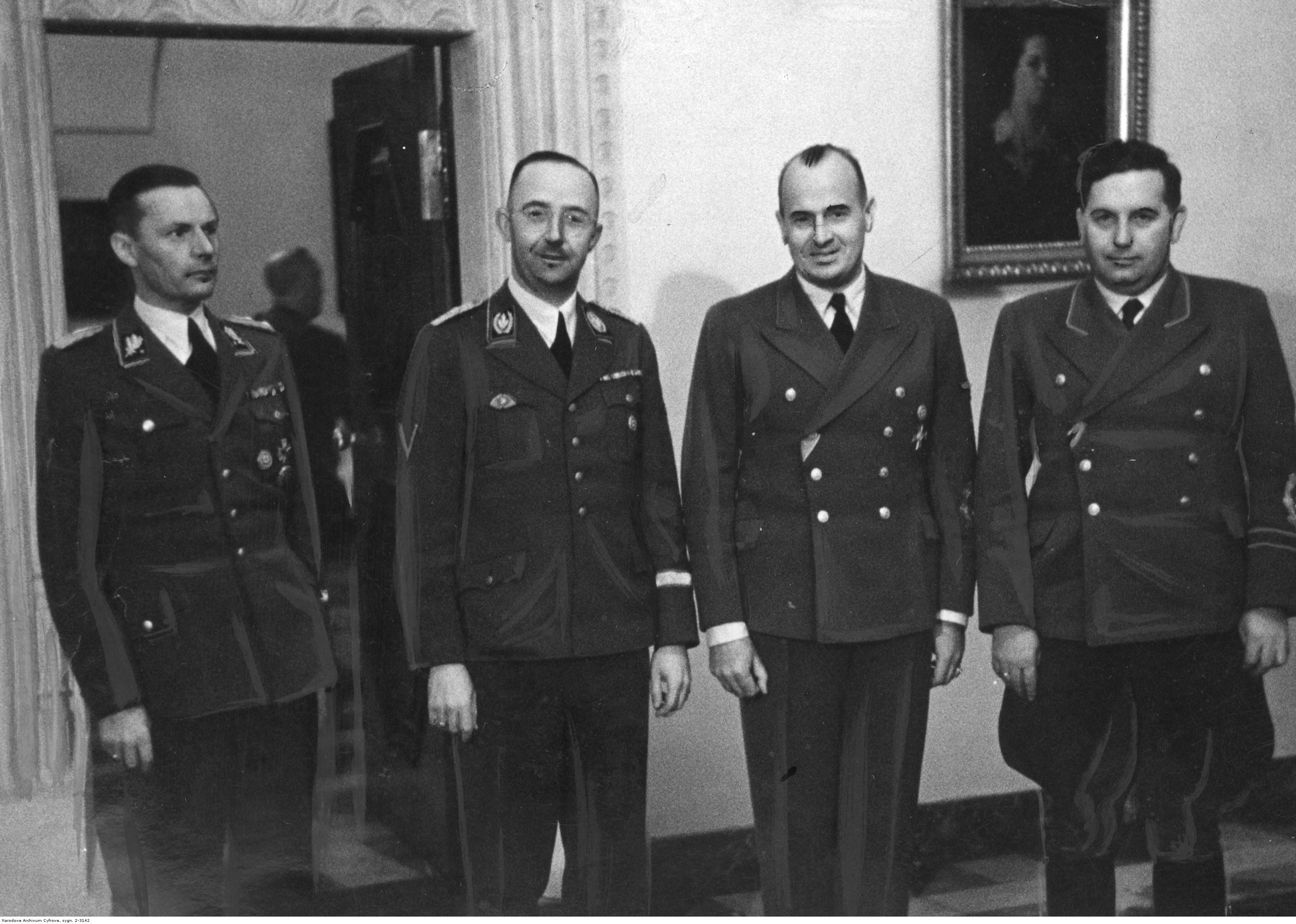
Франк - другий праворуч
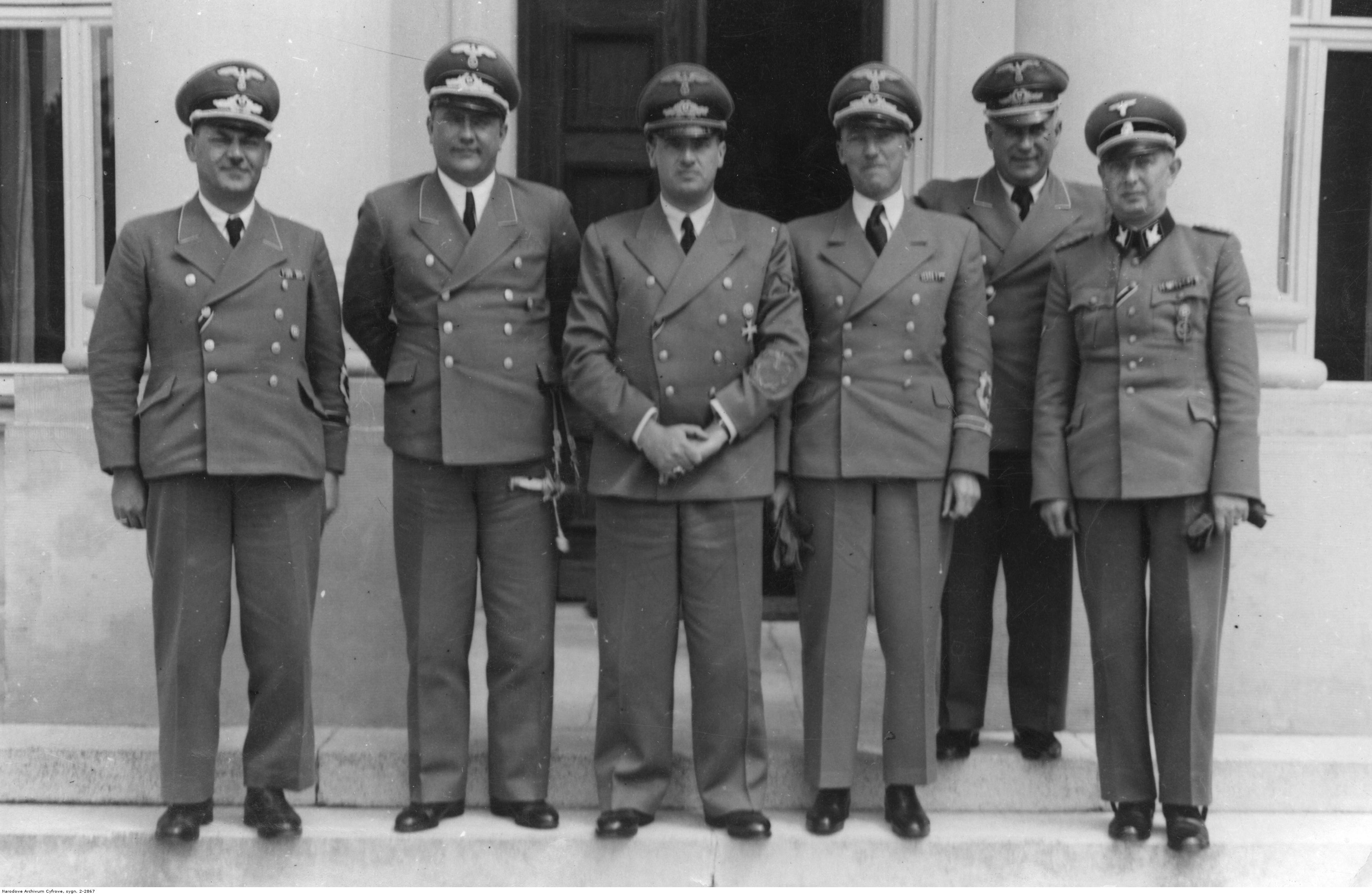
Франк - посередині
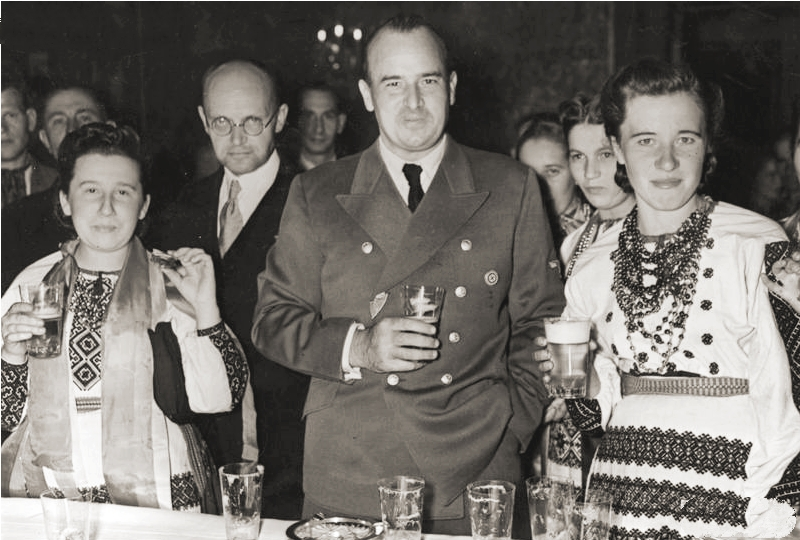
Франк приймає українську делегацію в Королівському палаці Кракова
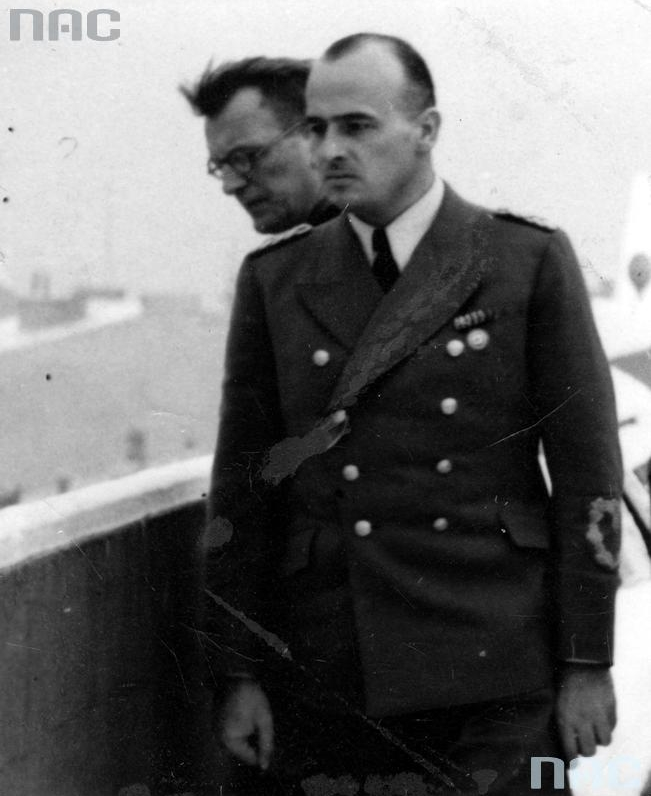
Франк і Артур Зейсс-Інкварт
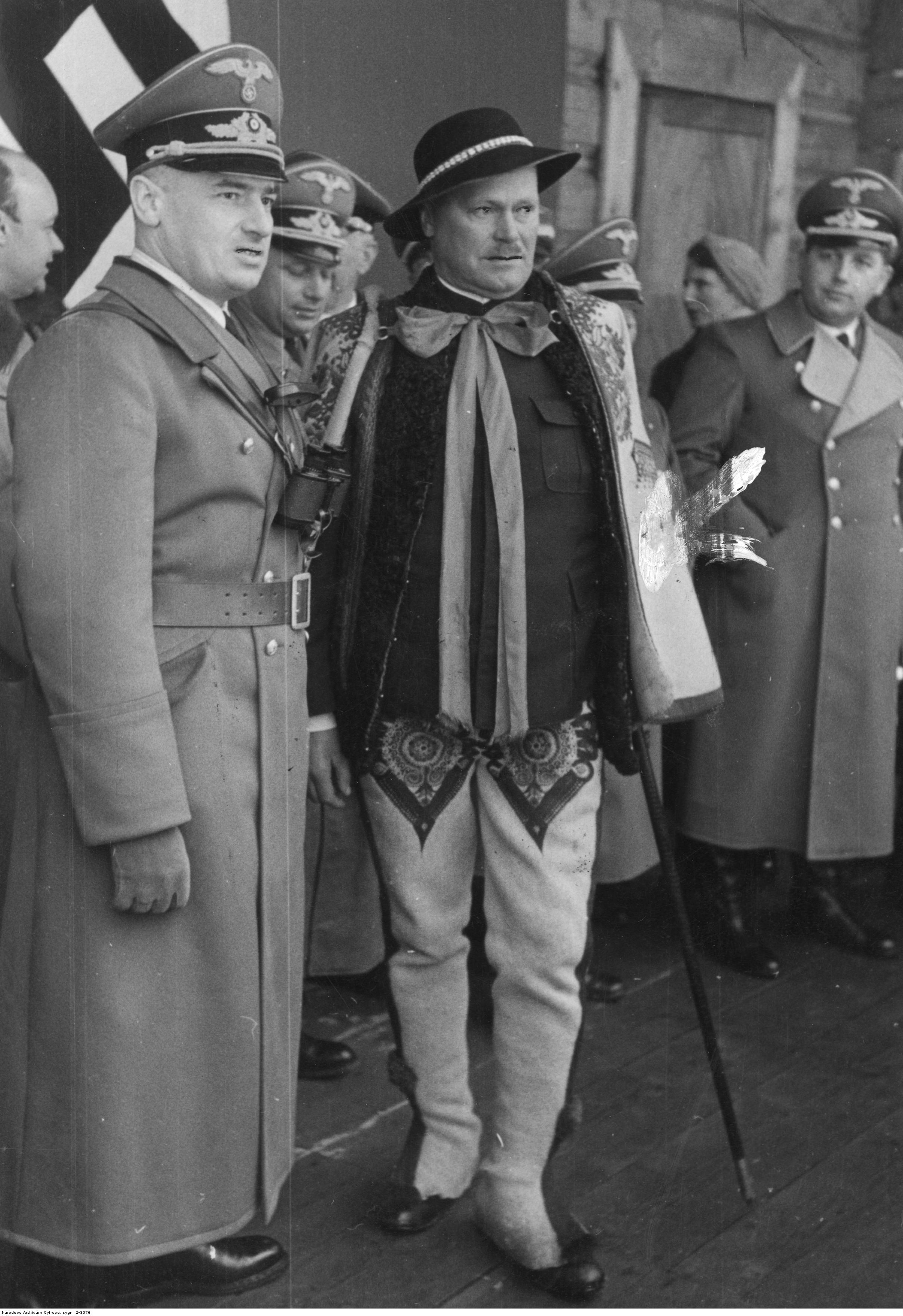
Франк (ліворуч) і Вацлав Кшептовський
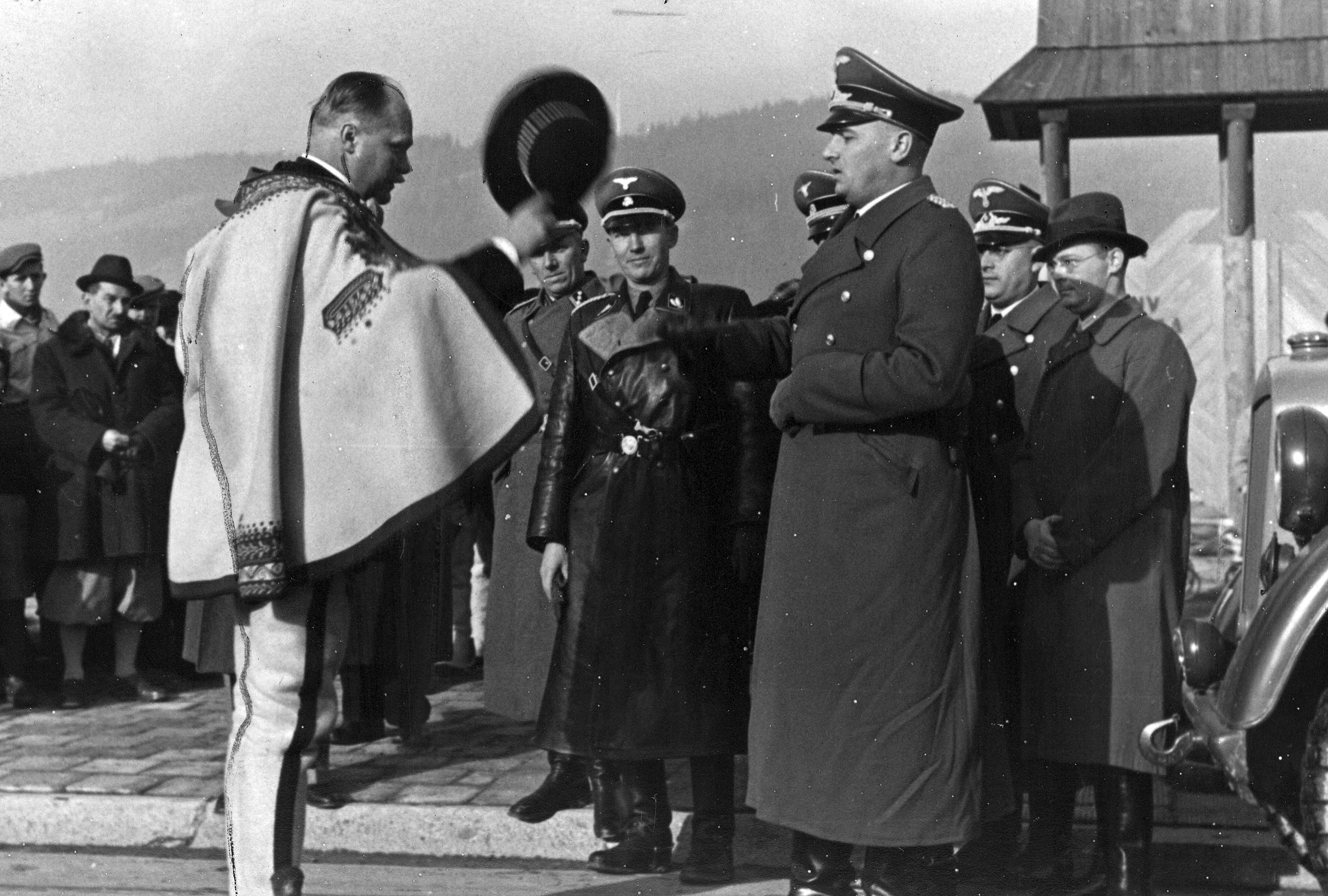
Вацлав Кшептовський перед Франком
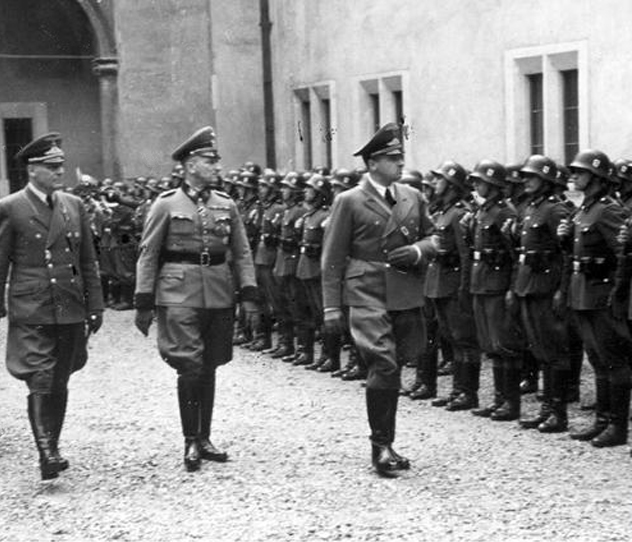
Франк - праворуч
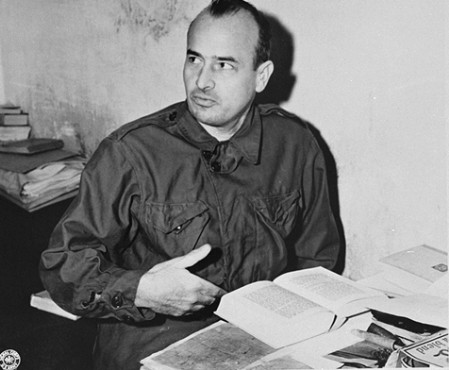
Франк у своїй камері (листопад 1945)
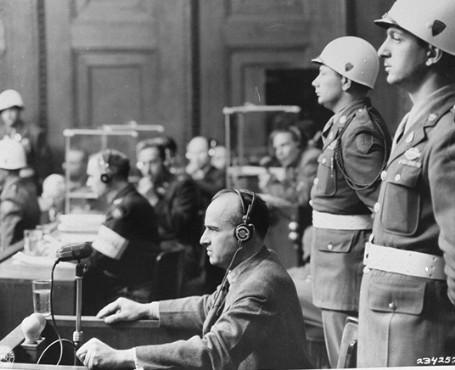
Франк під час судового засідання
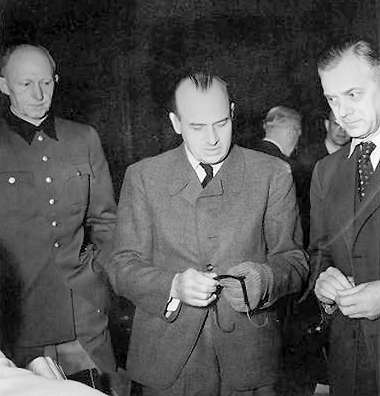
Франк (посередині) під час судового засідання (1946)
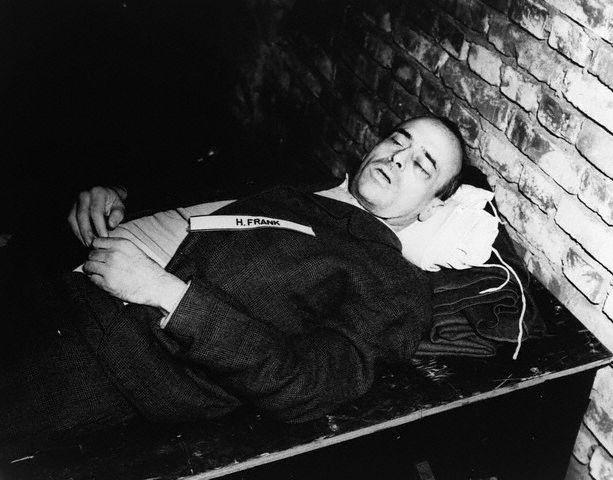
Тіло Франка після страти